# 八島俊章
八島 俊章（やしま としあき、1932年（昭和7年）4月24日 - ）は、日本の実業家。元東北電力代表取締役社長。元日本電気協会会長。女川原子力発電所の設立に力を尽くしたことで知られる。宮城県出身。

## 来歴
宮城県出身。宮城県白石高等学校卒業。
1955年、東北大学工学部を卒業し東北電力に入社。
敦賀発電所の建設に携わり、女川原子力発電所1号機の建設に関する調査を監督した。
1993年、東北電力副社長に就任するも4ヶ月後に社長に昇格。1998年、藍綬褒章を受章。電気事業連合会の副会長も務める。2001年に会長に就任。会長退任後は相談役に就任し、相談役退任した後は特別顧問に就任。
2004年、MEMSパークコンソーシアム設置に際し、発起人となる。2005年、旭日大綬章を受章。2007年、日本電気協会会長に就任。
2008年には、東北電力とフランス原子力業界の関係強化に尽力したことが評価され、フランス共和国レジオン・ドヌール勲章シュヴァリエを受章。
ほかに、東北経済連合会会長・名誉会長、東北地方交通審議会会長、東北日本カナダ協会会長、東北産業活性化センター会長、省エネルギーセンター東北支部長、宮城県経営者協会会長、仙台マレイシア交流協会会長、仙台銀行社外取締役、東北大学研究振興財団理事・経営協議会委員、日本放送協会経営委員会委員、新エネルギー財団副会長、地球産業文化研究所評議員、仙台ユネスコ事業推進協議会顧問、宮城県地域振興センター顧問、原産年次大会準備委員会委員、国土審議会調査改革部会委員、2005年日本国際博覧会協会理事、原子力環境整備促進・資金管理センター理事、京都市文化観光資源保護財団評議員などの要職を歴任している。